# Samantha Kerr
Samantha Kerr (właśc. Samantha May Kerr; ur. 10 września 1993 w Perth) – australijska piłkarka, występująca na pozycji napastniczki w angielskim klubie Chelsea F.C. oraz w reprezentacji Australii. Uczestniczka Mistrzostw Świata 2011, 2015, 2019 i 2023 oraz Pucharu Azji 2010, 2018 i 2022.

## Statystyki

### Klubowe
Na podstawie:
| Klub                   | Sezonów | Liga                           | Liga  | Liga   | Puchar krajowy | Puchar krajowy | Kontynentalne | Kontynentalne | Suma  | Suma   |
| Klub                   | Sezonów | Liga                           | Mecze | Bramki | Mecze          | Bramki         | Mecze         | Bramki        | Mecze | Bramki |
| ---------------------- | ------- | ------------------------------ | ----- | ------ | -------------- | -------------- | ------------- | ------------- | ----- | ------ |
| Perth Glory            | 3       | W-League                       | 22    | 4      | 0              | 0              | –             | –             | 22    | 4      |
| Sydney FC              | 1       | W-League                       | 10    | 6      | 2              | 3              | –             | –             | 12    | 9      |
| Western New York Flash | 2       | National Women’s Soccer League | 39    | 15     | 2              | 0              | –             | –             | 41    | 15     |
| Sydney FC              | 1       | W-League                       | 11    | 3      | 1              | 1              | –             | –             | 12    | 4      |
| Perth Glory            | 1       | W-League                       | 10    | 11     | 0              | 0              | –             | –             | 10    | 11     |
| Sky Blue FC            | 3       | National Women’s Soccer League | 40    | 27     | 0              | 0              | –             | –             | 40    | 27     |
| Perth Glory            | 3       | W-League                       | 24    | 24     | 2              | 0              | –             | –             | 26    | 24     |
| Chicago Red Stars      | 2       | National Women’s Soccer League | 39    | 32     | 3              | 1              | –             | –             | 42    | 33     |
| Perth Glory            | 1       | W-League                       | 11    | 13     | 2              | 4              | –             | –             | 13    | 17     |
| Chelsea F.C.           | 5       | FA Women’s Super League        | 75    | 58     | 25             | 25             | 28            | 17            | 128   | 100    |
|                        | Łącznie | Łącznie                        | 281   | 193    | 37             | 34             | 28            | 17            | 346   | 258    |

### Reprezentacyjne
Na podstawie:
| Mecze i gole w reprezentacji podczas Mistrzostw Świata 2011 | Mecze i gole w reprezentacji podczas Mistrzostw Świata 2011 | Mecze i gole w reprezentacji podczas Mistrzostw Świata 2011 | Mecze i gole w reprezentacji podczas Mistrzostw Świata 2011 | Mecze i gole w reprezentacji podczas Mistrzostw Świata 2011 | Mecze i gole w reprezentacji podczas Mistrzostw Świata 2011 | Mecze i gole w reprezentacji podczas Mistrzostw Świata 2011 | Mecze i gole w reprezentacji podczas Mistrzostw Świata 2011 |
| Lp.                                                         | Data                                                        | Miasto                                                      | Przeciwnik                                                  | Wynik                                                       | Gole                                                        | Inne                                                        | Faza rozgrywek                                              |
| ----------------------------------------------------------- | ----------------------------------------------------------- | ----------------------------------------------------------- | ----------------------------------------------------------- | ----------------------------------------------------------- | ----------------------------------------------------------- | ----------------------------------------------------------- | ----------------------------------------------------------- |
| 1.                                                          | 23.07.2023                                                  | Mönchengladbach                                             | Brazylia                                                    | 1:0 (0:0)                                                   |                                                             |                                                             | Faza grupowa                                                |
| 2.                                                          | 29.07.2023                                                  | Bochum                                                      | Gwinea Równikowa                                            | 3:2 (1:1)                                                   |                                                             |                                                             | Faza grupowa                                                |
| 3.                                                          | 02.08.2023                                                  | Leverkusen                                                  | Norwegia                                                    | 2:1 (0:0)                                                   |                                                             |                                                             | Faza grupowa                                                |

| Mecze i gole w reprezentacji podczas Mistrzostw Świata 2015 | Mecze i gole w reprezentacji podczas Mistrzostw Świata 2015 | Mecze i gole w reprezentacji podczas Mistrzostw Świata 2015 | Mecze i gole w reprezentacji podczas Mistrzostw Świata 2015 | Mecze i gole w reprezentacji podczas Mistrzostw Świata 2015 | Mecze i gole w reprezentacji podczas Mistrzostw Świata 2015 | Mecze i gole w reprezentacji podczas Mistrzostw Świata 2015 | Mecze i gole w reprezentacji podczas Mistrzostw Świata 2015 |
| Lp.                                                         | Data                                                        | Miasto                                                      | Przeciwnik                                                  | Wynik                                                       | Gole                                                        | Inne                                                        | Faza rozgrywek                                              |
| ----------------------------------------------------------- | ----------------------------------------------------------- | ----------------------------------------------------------- | ----------------------------------------------------------- | ----------------------------------------------------------- | ----------------------------------------------------------- | ----------------------------------------------------------- | ----------------------------------------------------------- |
| 1.                                                          | 09.06.2015                                                  | Winnipeg                                                    | Stany Zjednoczone                                           | 1:3 (1:1)                                                   |                                                             |                                                             | Faza grupowa                                                |
| 2.                                                          | 12.06.2015                                                  | Winnipeg                                                    | Nigeria                                                     | 2:0 (1:0)                                                   |                                                             | asysta                                                      | Faza grupowa                                                |
| 3.                                                          | 17.06.2015                                                  | Edmonton                                                    | Szwecja                                                     | 1:1 (1:1)                                                   |                                                             |                                                             | Faza grupowa                                                |
| 4.                                                          | 21.06.2015                                                  | Moncton                                                     | Brazylia                                                    | 1:0 (0:0)                                                   |                                                             |                                                             | 1/8 finału                                                  |
| 5.                                                          | 27.06.2015                                                  | Edmonton                                                    | Japonia                                                     | 0:1 (0:0)                                                   |                                                             |                                                             | Ćwierćfinał                                                 |

| Mecze i gole w reprezentacji podczas Mistrzostw Świata 2019 | Mecze i gole w reprezentacji podczas Mistrzostw Świata 2019 | Mecze i gole w reprezentacji podczas Mistrzostw Świata 2019 | Mecze i gole w reprezentacji podczas Mistrzostw Świata 2019 | Mecze i gole w reprezentacji podczas Mistrzostw Świata 2019 | Mecze i gole w reprezentacji podczas Mistrzostw Świata 2019 | Mecze i gole w reprezentacji podczas Mistrzostw Świata 2019 | Mecze i gole w reprezentacji podczas Mistrzostw Świata 2019 |
| Lp.                                                         | Data                                                        | Miasto                                                      | Przeciwnik                                                  | Wynik                                                       | Gole                                                        | Inne                                                        | Faza rozgrywek                                              |
| ----------------------------------------------------------- | ----------------------------------------------------------- | ----------------------------------------------------------- | ----------------------------------------------------------- | ----------------------------------------------------------- | ----------------------------------------------------------- | ----------------------------------------------------------- | ----------------------------------------------------------- |
| 1.                                                          | 09.06.2019                                                  | Valenciennes                                                | Włochy                                                      | 1:2 (1:0)                                                   | 22' (k)                                                     |                                                             | Faza grupowa                                                |
| 2.                                                          | 13.06.2019                                                  | Montpellier                                                 | Brazylia                                                    | 3:2 (1:2)                                                   |                                                             |                                                             | Faza grupowa                                                |
| 3.                                                          | 18.06.2019                                                  | Grenoble                                                    | Jamajka                                                     | 4:1 (2:0)                                                   | 11', 42', 69', 83'                                          |                                                             | Faza grupowa                                                |
| 4.                                                          | 22.06.2019                                                  | Melbourne                                                   | Norwegia                                                    | 1:1 (k.1:4)                                                 |                                                             |                                                             | 1/8 finału                                                  |

| Mecze i gole w reprezentacji podczas Mistrzostw Świata 2023 | Mecze i gole w reprezentacji podczas Mistrzostw Świata 2023 | Mecze i gole w reprezentacji podczas Mistrzostw Świata 2023 | Mecze i gole w reprezentacji podczas Mistrzostw Świata 2023 | Mecze i gole w reprezentacji podczas Mistrzostw Świata 2023 | Mecze i gole w reprezentacji podczas Mistrzostw Świata 2023 | Mecze i gole w reprezentacji podczas Mistrzostw Świata 2023 | Mecze i gole w reprezentacji podczas Mistrzostw Świata 2023 |
| Lp.                                                         | Data                                                        | Miasto                                                      | Przeciwnik                                                  | Wynik                                                       | Gole                                                        | Inne                                                        | Faza rozgrywek                                              |
| ----------------------------------------------------------- | ----------------------------------------------------------- | ----------------------------------------------------------- | ----------------------------------------------------------- | ----------------------------------------------------------- | ----------------------------------------------------------- | ----------------------------------------------------------- | ----------------------------------------------------------- |
| 1.                                                          | 07.08.2023                                                  | Sydney                                                      | Dania                                                       | 2:0 (1:0)                                                   |                                                             |                                                             | 1/8 finału                                                  |
| 2.                                                          | 12.08.2023                                                  | Brisbane                                                    | Francja                                                     | 0:0 (k.7:6)                                                 |                                                             |                                                             | Ćwierćfinał                                                 |
| 3.                                                          | 16.08.2023                                                  | Sydney                                                      | Anglia                                                      | 1:3 (0:1)                                                   | 63'                                                         |                                                             | Półfinał                                                    |
| 4.                                                          | 19.08.2023                                                  | Brisbane                                                    | Szwecja                                                     | 0:2 (0:1)                                                   |                                                             |                                                             | Mecz o 3. miejsce                                           |

## Sukcesy
Na podstawie:

### Klubowe
- Mistrzyni Australii 2012/13
- Mistrzyni Anglii 2019/20, 2020/21, 2021/22, 2022/23
- Puchar Anglii 2021/22, 2022/23

### Reprezentacyjne
- Puchar Azji 2010